# Aeroporto Internacional de Cheniangue-Taoxian
O Aeroporto Internacional de Cheniangue-Taoxian é um aeroporto em Cheniangue, China.

## Linhas Aéreas e Destinos
| Companhias                                      | Destinos |  |
| ----------------------------------------------- | --- |  |
| Air China                                       | Pequim-Capital, Chengdu |  |
| Air Koryo                                       | Pionguiangue |  |
| Airstars                                        | Ulan-Ude |  |
| All Nippon Airways                              | Osaka-Kansai, Tokyo-Narita |  |
| Asiana Airlines                                 | Busan, Seoul-Incheon |  |
| China Eastern Airlines                          | Harbin, Jinan, Kunming, Nanjing, Shanghai Pudong, Wenzhou, Wuhan, Zhengzhou |  |
| China Postal Airlines                           | Xangai-Hongqiao, Weifang |  |
| China Southern Airlines                         | Pequim-Capital, Busan, Changsha, Chengdu, Cheongju, Chongqing, Daegu, Dalian, Fukuoka, Fuzhou, Guangzhou, Guilin, Guiyang, Haikou, Hangzhou, Harbin, Hohhot, Honguecongue, Irkutsk, Jinan, Kunming, Lanzhou, Manzhouli, Nagoya-Centrair, Nanchang, Nanjing, Nanning, Ningbo, Osaka-Kansai, Qingdao, Sanya, Sapporo-Chitose, Seoul-Incheon, Shantou, Shanghai-Pudong, Shenzhen, Shijiazhuang, Singapore, Taiyuan, Taipei-Taoyuan, Tianjin, Tokyo-Narita, Urumqi, Wenzhou, Wuhan, Xiamen, Xi'an, Yanji, Yantai, Yinchuan, Zhengzhou |  |
| China United Airlines                           | Pequim-Nanyuan |  |
| Dragonair                                       | Honguecongue* |  |
| Hainan Airlines                                 | Pequim-Capital, Changsha, Haikou, Hohhot, Ningbo, Tianjin, Taiyuan, Urumqi, Xiamen, Xian, Yantai |  |
| Korean Air                                      | Seul-Incheon |  |
| Kunpeng Airlines operado pela Shenzhen Airlines | Shijiazhuang |  |
| Mandarin Airlines                               | Taipé-Taoyuan |  |
| Okay Airways                                    | Tianjin |  |
| S7 Airlines                                     | Irkutsk |  |
| Shandong Airlines                               | Harbin, Heihe, Jinan, Qinghai, Xian, Yantai |  |
| Shanghai Airlines                               | Xangai-Pudong |  |
| Shenzhen Airlines                               | Pequim-Capital, Changzhou, Guangzhou, Guiyang, Hangzhou, Nanjing, Nanning, Shenzhen, Taipé-Taoyuan, Taiyuan, Urumqi, Wuhan, Xi'an, Zhengzhou |  |
| Sichuan Airlines                                | Chengdu, Chongqing, Tianjin, Chengdu |  |
| Spring Airlines                                 | Xangai-Pudong |  |
| Xiamen Airlines                                 | Fuzhou, Hangzhou, Changsha, Nanchang, Zhengzhou |  |

Nota: * - Dragonair opera entre Shenyang e Honguecongue via Dalian, mas não tem direito de transportar passageiros entre Dalian e Shenyang.